# Prion de Salvin
Pachyptila salvini
Espèce
Statut de conservation UICN

 LC  : Préoccupation mineure

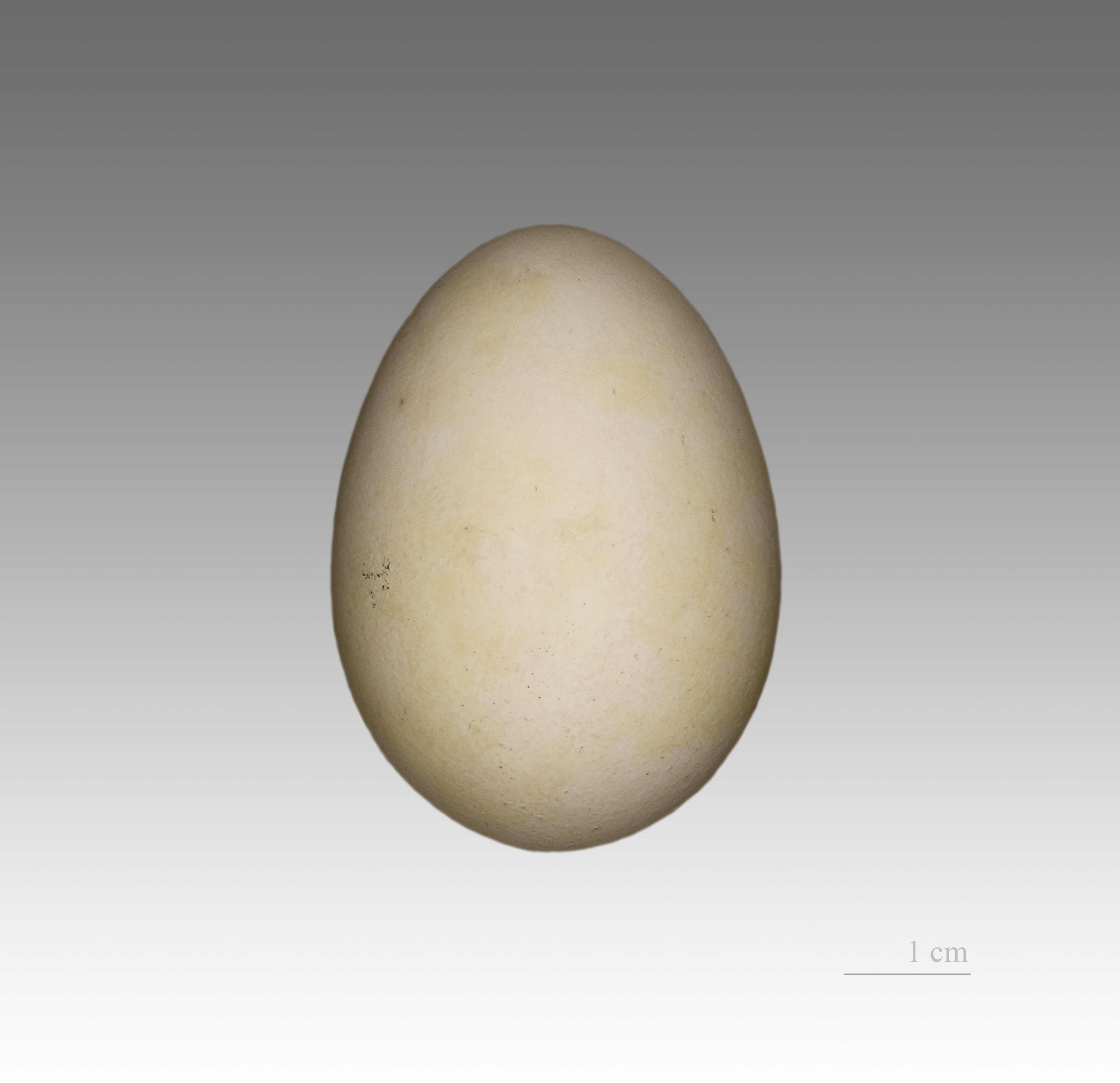
Pachyptila salvini - Muséum de Toulouse

Le Prion de Salvin (Pachyptila salvini) est une espèce d'oiseaux de la famille des Procellariidae.

## Nomenclature
Son nom rend hommage à l'herpétologiste et ornithologue Osbert Salvin (1835-1898).

## Répartition et sous-espèces
- P. s. salvini (Mathews, 1912) — îles Crozet et îles du Prince-Édouard ;
- P. s. macgillivrayi (Mathews, 1912) — île Gough et îles Saint-Paul et Nouvelle-Amsterdam.

La population des îles Saint-Paul et Nouvelle-Amsterdam, jadis présente à travers tout l'archipel, est menacée par la souris grise et fut longtemps restreinte à la Roche Quille, mais a récemment pû être réintroduite sur l'île Saint-Paul depuis la dératification de cette dernière.